# اقتصاد تطبيقي
الاقتصاد التطبيقي (بالإنجليزية: Applied economics)‏ هو تطبيق النظرية الاقتصادية والاقتصاد القياسي ضمن أوضاع محددة. وبوصفه واحدًا من الفرعين الأساسيين للاقتصاد (علمًا أن الفرع الآخر هو الأساسيات النظرية)، فهو يُعرف نموذجيًا على أنه تطبيق هذه الأساسيات، أي النظرية الاقتصادية والاقتصاد القياسي، لمعالجة قضايا عملية ضمن مجال من الحقول يتضمن الاقتصاد الديموغرافي، واقتصاديات العمل، واقتصاديات الأعمال، والتنظيم الصناعي، والاقتصاد الزراعي، والاقتصاد التنموي، واقتصاديات الهندسة، والاقتصاد المالي، واقتصاديات الصحة، والاقتصاد النقدي، والتاريخ الاقتصادي، والاقتصاد التعليمي، والاقتصاد العمومي.
تتضمن العملية عادةً اختزال المستوى التجريدي لهذه النظرية الأساسية. توجد مجموعة متنوعة من المناهج التي لا تقتصر على التقدير التجريبي باستخدام الاقتصاد القياسي وتحليل المدخلات - المخرجات أو ما يحاكيها، بل أيضًا دراسات الحالة والقياس التاريخي وما يسمى المنطق السليم الشائع أو «الدارج». ويدل هذا على ما يصر كل من روجر باكهاوس وجيف بيدل أنه الطبيعة الغامضة لمفهوم الاقتصاد التطبيقي. فهو مفهوم متعدد المعاني، ومن بين الفوارق المنهجية الشاسعة، ثمة مصدر لا يصنفه كاقتصاد وضعي ولا معياري، بل يسميه عوضًا عن ذلك فن الاقتصاد، ويعرفه في الحاشية على أنه «ما يفعله معظم علماء الاقتصاد».

## أصل المصطلح
لنشأة مصطلح الاقتصاد التطبيقي ومعانيه تاريخ طويل يرجع عهده إلى كتابات جان بابتست ساي وجون ستيوارت ميل. وكتب ساي عن «تطبيق المبادئ العامة للاقتصاد السياسي» من أجل «التأكد من التصرفات الواجبة أمام أي تركيبة من الظروف التي قد نواجهها». والعنوان الكامل للعمل الذي وضعه مل (1848) هو «مبادئ الاقتصاد السياسي مع بعض تطبيقاتها في الفلسفة الاجتماعية».

## مناقشة جون نيفيل كينز
ربما كان جون نيفيل كينز أول من استخدم عبارة «الاقتصاد التطبيقي»، وقال إن «المدرسة الإنجليزية» (جون ستيوارت ميل وجون إليوت كيرنز وناساو ويليام سينيور) كانت ترى أن الاقتصاد السياسي علم استنتاجي مجرد وموضوعي، وأن هذه المدرسة وضحت الفرق «بين الاقتصاد السياسي بحد ذاته وبين تطبيقاته العملية». كانت هذه المدرسة تؤمن بإمكانية تأسيس هيئة نظرية عامة من خلال الاستدلال التجريدي -دون الاعتماد على معرفة واسعة بالحقائق الاقتصادية. ومن هذا المنظور، تضمن تطبيق هذه النظرية أخذ بعض العوامل التي يتم تجاهلها عند بناء النظريات التجريدية بعين الاعتبار. وكتب كينز عن تطبيق القوانين الافتراضية للاقتصاد السياسي لتفسير «الحقائق الصناعية الملموسة»، وقضية الفرق المفاهيمي بين الاقتصاد السياسي بوصفه علمًا ( يتضمن صياغة القوانين التي تتحكم بالإنتاج وتوزيع الثروات) والاقتصاد السياسي بوصفه فنًا (يستخدم القوانين لمعالجة مشاكل عملية).
ومع أخذه في الحسبان لرأي التاريخ الاقتصادي المناوئ، والذي قال إن الأهداف التي يسعى إليها واضعو سياسات العمل ووسائل السعي إليها جزء لا يتجزأ من علم الاقتصاد، آمن ج. ن. كينز بملاءمة التفريق الذي وضعته «المدرسة الإنجليزية» بين اكتشاف المبادئ وتطبيقها.
وهو من اقترح استخدام عبارة «الاقتصاد التطبيقي» عوضًا عن «فن الاقتصاد السياسي». إذ ناقش كينز استخدامات عبارتي الاقتصاد السياسي التطبيقي والاقتصاد التطبيقي مشيرًا إلى ثلاثة استخدامات مختلفة:
1. بالمعنى المقترح في النص (بما يساير فن الاقتصاد السياسي).
2. للدلالة على تطبيق النظرية الاقتصادية لتفسير ظواهر اقتصادية محددة، دون أي إشارة بالضرورة إلى حلول مسائل عملية.
3. لتمييز أقسام مذهب الاقتصاد الأكثر تخصصًا وعملية عن التعاليم الأكثر تجريدًا، وتطبيق نظريات الاقتصاد على ما لدينا في الواقع للوصول إلى مشروع قوي وسليم ومزدهر.